# 日本鳥類保護連盟
公益財団法人日本鳥類保護連盟（こうえきざいだんほうじんにほんちょうるいほごれんめい、英：Japanese Society for Preservation of Birds）は、野生鳥獣（特に鳥類）の保護を目的として設立された日本の自然保護団体である。現在の英名略称はJSPB、ただし約20年前まではJAPB（The Japanese Association for Preservation of Birds)であった。

## 年表
- 1947年（昭和22年）3月：日本鳥類保護連盟を結成。4月：「バードデーのつどい」（のちの野鳥保護のつどい）を開催。
- 1957年（昭和32年）12月：財団法人に改組。
- 1960年（昭和35年）：機関誌「私たちの自然」創刊。
- 1962年（昭和37年）4月：常陸宮正仁親王が総裁に就任。
- 1965年（昭和40年）:日本で最初の野外用のコンパクト図鑑「野外観察用鳥類図鑑」を刊行。現在は絶版。
- 1966年（昭和41年）：第1回「野生鳥獣保護実績発表大会」（のちの全国野生生物保護実績発表大会）を開催

## 組織
- 役員[1]
  - 会長：矢島稔
    - 初代会長は鷹司信輔博士
- 事務局
  - 常勤職員数4名

## 活動内容
愛鳥活動
愛鳥週間
全国野鳥保護のつどいの開催
野生生物保護功労者表彰
保護活動
ヒナを拾わないで!キャンペーン
テグス被害の啓発、テグス拾い活動
調査・研究活動
ワカケホンセイインコの分布調査
移入鳥類の調査・研究
風力発電所のバードストライクに関する調査・研究
その他広報活動等
機関誌「私たちの自然」の発行（年10回）
鳥の情報発信
野鳥に関する書籍やグッズ販売